# Stenoloma flabellifolium
Stenoloma flabellifolium là một loài dương xỉ trong họ Lindsaeaceae. Loài này được C.Chr. mô tả khoa học đầu tiên năm 1934.
Danh pháp khoa học của loài này chưa được làm sáng tỏ. 